# Seat IBE
Der Seat IBE ist ein Elektro-Konzeptfahrzeug, das von Seat auf dem Genfer Auto-Salon 2010 vorgestellt wurde. Eine zweite Version wurde ein paar Monate später auf dem Pariser Autosalon 2010 vorgestellt.

## Design

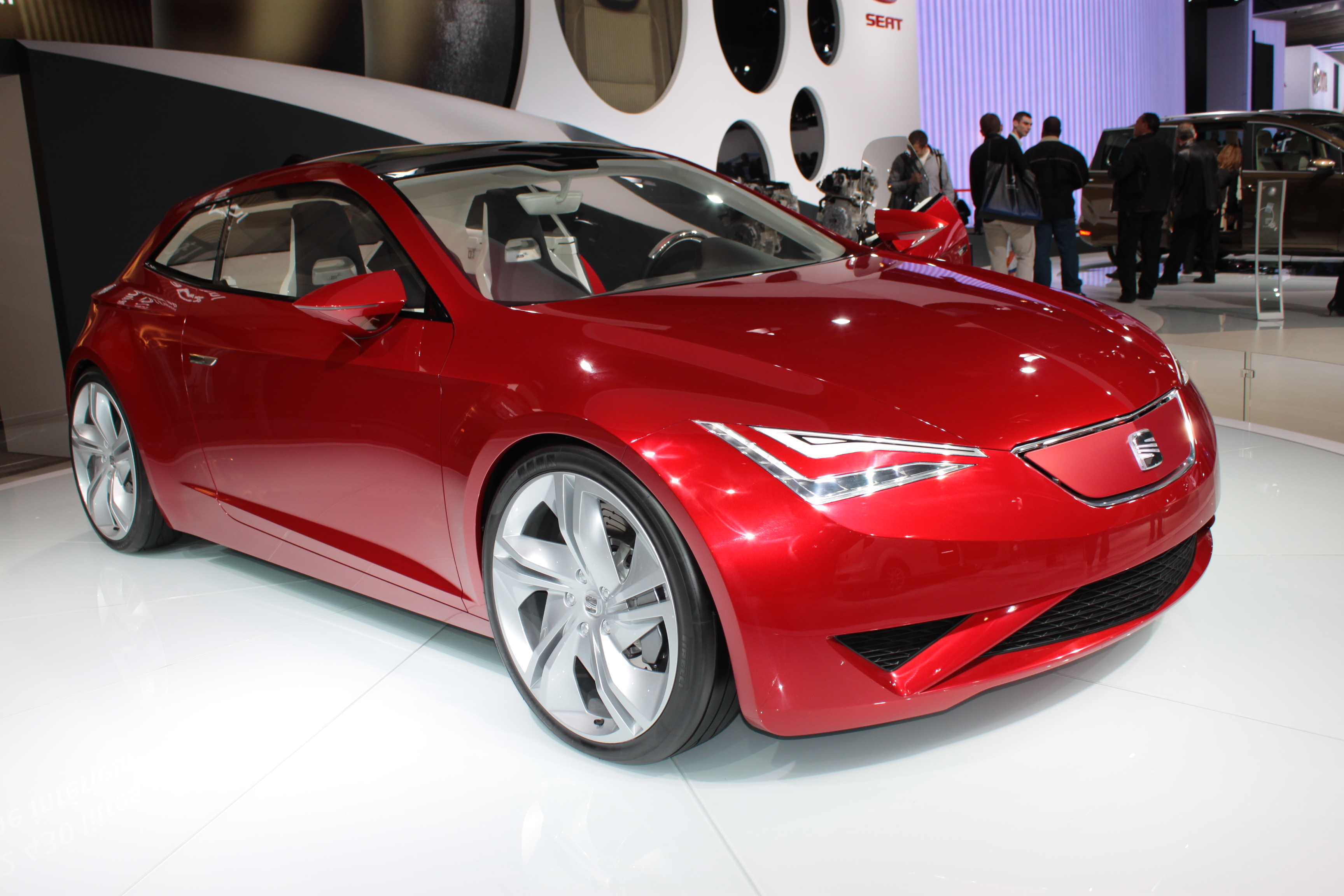
Seat IBE v2 auf der 2010 Paris Motor Show

Der SEAT IBE ist 3,78 Meter lang, 1,80 Meter breit und 1,22 Meter hoch. Somit ist er 25 Zentimeter kürzer als der Seat Ibiza. Die niedrige Motorhaube und die lange Dachlinie verleihen dem Zweitürer ein sportliches Image. Der Seat IBE hat 2 Full-LED-Scheinwerfer und behält noch die charakteristische V-förmigen Linien des SEAT "Arrow Designs".
Laut Seat reicht die Batterie mit Kapazität von 18 kWh aus, "um den täglichen Anforderungen an die Mobilität des städtischen Lebens abzudecken."

## Technik
Der IBE ist ein reines Elektroauto, das durch einen elektrischen Motor mit Leistungselektronik, der sich vorn unter der Motorhaube befindet, angetrieben wird. Die Batterie ist hinten im Auto platziert. Mit einer maximalen Leistung von 75 kW und 200 Nm Drehmoment kann der IBE in 9,4 Sekunden von 0 auf 100 km/h beschleunigen und eine Höchstgeschwindigkeit von 160 km/h erreichen.

## Auszeichnungen
- "Best Concept-Car Award" der 2010 Paris Motor Show von RTL und Auto Plus. Der SEAT IBE erhielt den «RTL - Auto Plus Award»[2]